# Danawinangun
Danawinangun is een bestuurslaag in het regentschap Cirebon van de provincie West-Java, Indonesië. Danawinangun telt 8353 inwoners (volkstelling 2010).